# Montañas Volujak
Las montañas Volujak son una cadena montañosa en la frontera de Bosnia y Herzegovina y Montenegro, dentro de la entidad de la República Srpska. Geológicamente, las montañas Volujak son un subgrupo de los Alpes Dínicos y está formada en gran parte por rocas sedimentarias secundarias y terciarias, principalmente piedra caliza y dolomita. Básicamente, forma una cresta larga en el lado sudoeste del valle de Suhja, con la frontera entre Bosnia-Herzegovina y Montenegro a lo largo de esta cresta, donde una estrecha porción del territorio de Bosnia y Herzegovina llega a Montenegro. En el lado de Bosnia y Herzegovina están ubicadas dentro del parque nacional Sutjeska, pero también tienen un estatus de protección  en el lado de Montenegro. Picos notables son el Volujak (2.337 m), el Studenac (2.296 m), el Badnjine (2.245 m) y el Trnovački Durmitor (2.233 m). Justo en el pie norte de este último pico está situado el hermoso lago Trnovačko. La cordillera de Volujak limita al noreste con el valle de Suhja y el monte Maglić, en el lado suroeste con el valle de Izgori y la montaña de Lebršnik, en el noroeste con el valle del río Sutjeska y en el lado sureste con la cadena de Bioč. El pico Volujak es el segundo punto más alto en Bosnia Herzegovina. Desde su cima, los excursionistas obtienen una vista impresionante de los picos circundantes: Maglić, Veliko Vitao y, en la distancia, el Durmitor. 

## Toponimia
Existe mucha confusión con respecto a la toponimia de esta remota cadena montañosa. Algunos sostienen que la parte más al sur de la cordillera, incluida la cumbre de Volujak y Trnovački Durmitor, debe considerarse una cordillera separada con el nombre de Vlasulja. Studenac sería el punto más alto de la cordillera Volujak y el pico Volujak sería el punto más alto de Vlasulja. Otros refieren al pico Volujak como Vlasulja. Los escritores recientes consideran la cadena como una sola subcordillera de los Alpes Dináricos y se refieren a ella con el nombre de Volujak. 

## Excursionismo
Las montañas Volujak nunca fueron afectadas por los combates con armamento pesado durante el conflicto de 1992-1995 y, por lo tanto, el riesgo de minas es mínimo. Sin embargo, las montañas Volujak son un lugar relativamente salvaje y remoto, por lo que los excursionistas deben ir bien preparados. A medida que los excursionistas cruzan los picos principales de la cadena Volujak también cruzan la frontera internacional entre Bosnia y Herzegovina por lo que se debe llevar un pasaporte válido. La frontera internacional se estableció allí después de que el Imperio austrohúngaro ocupara Bosnia después del Congreso de Berlín en 1878. Los austriacos instalaron un dispositivo de triangulación en la cima del pico Volujak. El pedestal de ese dispositivo todavía se puede ver en la cumbre del Volujak. Existe una rica fauna alrededor de estas montañas. Hay varios osos que deambulan por las laderas del Volujak. Es muy probable que se observen gamuzas y grandes águilas en esta área. Los caballos que deambulan por Volujak no son salvajes, pero ciertamente parecen saber cómo sobrevivir sin supervisión regular. 